# Уранці опускається туман
«Уранці опускається туман» (англ. With Morning Comes Mistfall) — науково-фантастичне оповідання Джорджа Р. Р. Мартіна, опубліковане у травні 1973 року у журналі «Аналог: наукова фантастика та факти». Оповідання було номіноване на премію «Г'юго», премію «Неб'юла» та посіло друге місце премії «Локус» у номінації «Накраще оповідання».
Оповідання пізніше війшло до збірки «Пісня для Лії», «Портрети його дітей» та «Пісні про мрії: РРетроспектива».
Дія оповідання відбувається у тому ж вигаданому всесвіті «Тисячі світів», що й декілька інших робіт Мартіна, серед яких «Світло, що вмирає», «Ті, що летять уночі», «Піщані королі», «Пісня для Лії», «Шлях хреста та дракона» та оповідання, що увійшли до збірки «Подорожі Тафа».

## Сюжет
Дія оповідання відбувається на Примарному світі, планеті з незвичними кліматичними умовами. Кожного ранку на землю опускається туман, це дивовижне явище називається «Схід туману» (англ. Mistfall); кожного вечора туман підіймається, це має назву «Підйом туману» (англ. Mistrise).
На планеті живе лише декілька людей, насамперед через те, що вважається, що у долинах, вкритих туманами, живуть «примари». Багато людей вірить, що ці істоти вбили кількох людей, і таємниця примар приваблює туристів на цю планету. Єдина установа тут — це готель «Хмарний замок», який розташований на вершині однієї з гір. У готелі зупиняються мисливці на примар, які шукають гострих відчуттів.
На початку оповідання на планету прибуває експедиція, яка прагне або знайти докази існування примар, або довести що вони — лише міф. Власник готелю боїться будь-якого результату експедиції, бо не хоче, щоб таємниця була розкрита. Але дослідники усюди розставили свої пристрої та згодом з'ясували, що у долинах живуть мавпоподібні істоти, яких скоріш за все і вважали примарами. Через деякий час після розкриття цієї загадки люди цілком перестають заїжджати в готель і він поступово перетворюється на руїни.